# Oboe
El oboe (del francés: hautbois ‘madera alta o aguda’) es un instrumento musical de la familia viento madera, de taladro cónico, cuyo sonido se emite mediante la vibración de una lengüeta doble que hace de conducto para el soplo de aire. Su timbre se caracteriza por una sonoridad penetrante, mordente y algo nasal, dulce y muy expresiva.
Conocido desde la Antigüedad, el instrumento ha evolucionado en el espacio y el tiempo con una amplia diversidad fruto de la creatividad de las civilizaciones y culturas, que han permitido que siga usándose en la actualidad. Los oboes tradicionales (bombarda, dulzaina, cornamusa, duduk, gaita, hichiriki y zurna) y los oboes modernos (oboe pícolo, oboe, oboe de amor, corno inglés y oboe barítono) forman una gran familia con múltiples facetas.
Empleado en solo, música concertante, música de cámara, orquesta sinfónica o banda musical, el oboe moderno representa en la orquesta al conjunto de la familia. Las obras para oboe proceden esencialmente del repertorio barroco (Bach) y clásico (Mozart), y tras su renacimiento, del siglo XIX (Robert Schumann) hasta nuestros días (Berio).
Según la Real Academia Española, la persona que toca el oboe se denomina oboísta. El término oboe lo han utilizado también los organólogos como nombre genérico para un instrumento de doble lengüeta de taladro cónico. Asimismo puede referirse a un tipo de registro de órgano.

## Descripción

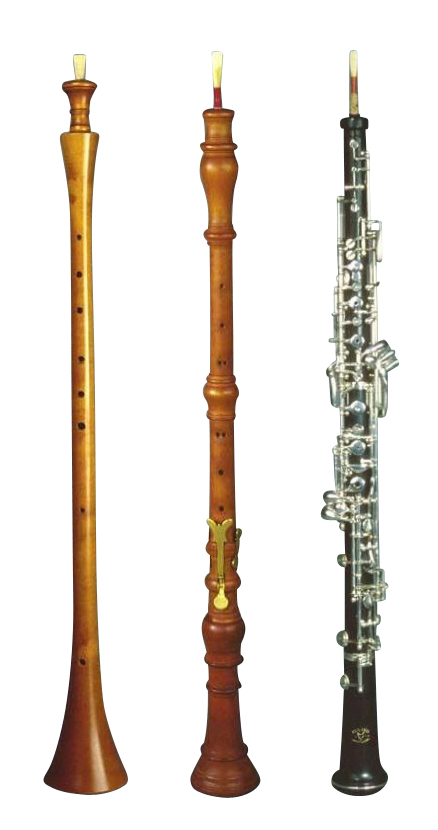
Tres oboes: tradicional, barroco y moderno. Puede apreciarse la evolución y el desarrollo de las llaves, así como la madera y la forma del taladro, la campana y la lengüeta.

### Generalidades
Consta de un tubo de madera y de una lengüeta doble. El tubo es como el molde de la columna de aire. Sobre él se hacen los orificios y se colocan las llaves. Su forma es cónica. La base del tubo, o sea el pabellón, se ensancha y toma casi la forma de un embudo.
Louis Bleuzet, profesor de oboe del Conservatorio de París.

El oboe posee unas llaves que sirven para facilitar la ejecución de cualquier pasaje musical y ampliar su registro. Su existencia se debe a que el ser humano tiene menos dedos que agujeros tiene el oboe, limitación física que se soluciona con este ingenioso sistema que permite, al pulsar una llave, tres cosas: cerrar un agujero, abrirlo o alcanzar agujeros situados lejos de nuestros dedos.
A lo largo de la Historia, el oboe ha ido evolucionando y desarrollándose en el aspecto técnico desde los oboes tradicionales que carecían de llaves. En el Barroco encontramos oboes denominados de dos y tres llaves; posteriormente, a finales del periodo clásico, el oboe ya contaba con siete llaves. En el Romanticismo, el oboe de Joseph Sellner tenía trece llaves. Y así sucesivamente hasta la actualidad. Para hacerse una idea de la evolución sufrida, el oboe actual cuenta con un complejo mecanismo de hasta cuarenta y cinco llaves (platos o anillos), resortes y columnas de metal, dependiendo del sistema que se utilice.
Existen varios sistemas: el semiautomático, el automático, el sistema thumbplate y el sistema de conservatorio; más una serie de llaves opcionales como la tercera llave de octava, la llave doble del fa o el do 3 grave, facilitador del re 5, e incluso, recientemente, aunque no de forma habitual, se puede hacer que el instrumento alcance el la 2 grave, superando así su límite absoluto inferior. Existe otro sistema, hoy en desuso prácticamente, basado en anillos que requieren que la yema del dedo tape por completo el agujero, como ocurre en los clarinetes.
El oboe está construido en tres partes: la cabeza o cuerpo superior del instrumento, donde va colocada la mano izquierda y se introduce la caña por una pequeña abertura; la parte mediana o cuerpo inferior del instrumento, donde se coloca la mano derecha; y el pabellón o campana, que es la prolongación ensanchada de la parte o cuerpo inferior. Todas estas partes o cuerpos del instrumento encajan unas con otras por medio de una especie de espigas recubiertas de corcho (véase imagen supra).
El taladro es estrecho y cónico, y se expande de manera más o menos regular por cinco sextos de su longitud, abriéndose luego más rápidamente para formar la campana. Esta expansión tiene la forma de una curva suave o de una expansión de conos, dependiendo de la fórmula adoptada por diversos fabricantes y llevada a cabo experimentalmente con el paso del tiempo. El diámetro de abertura en el cuerpo superior, donde se introduce la lengüeta, mide 0.47 cm y 1.58 cm al comienzo del pabellón. La longitud del oboe, incluida la lengüeta, es de 64.77 cm, pudiendo variar esta longitud según los diferentes modelos de oboe. La lengüeta y el tudel sobresalen de la abertura superior 6.35 cm.
El oboe está afinado en do; por tanto, no es un instrumento transpositor y tiene un registro entre mezzo-soprano y soprano. Las orquestas suelen afinar escuchando al oboe tocar el tono de concierto: un la3 a 440 hercios (es el la que se encuentra por encima del do central del piano, vibrando unas cuatrocientas cuaretenta veces por segundo o, lo que es lo mismo, a 440 Hz). La razón de afinar empleando el oboe, es que, de entre todos los instrumentos de la orquesta, sin contar el piano, es el que posee un tono más estable, permaneciendo constante a pesar de los cambios en la temperatura o la humedad. Además, en comparación con muchos otros instrumentos, al dejar de tocarse durante mucho tiempo, es el que menos se desafina.

### Tesitura
La tesitura del oboe está comprendida entre el si bemol2 grave y el sol5 sobreagudo. El si bemol grave se consigue mediante una llave especial utilizada con el dedo meñique de la mano izquierda. El sol sobreagudo está situado dos octavas y una sexta mayor por encima de si bemol grave. Pueden alcanzarse notas más agudas, llamadas supersobreagudas, que van desde sol5 sobreagudo al do6 sobreagudo.
Esta tesitura (véase imagen supra) comprende cuatro registros, según la notación franco-belga: el «registro grave», que se extiende del si bemol grave al sol situado en la segunda línea del pentagrama, es decir, un intervalo de sexta (si bemol2-sol3); el «registro medio», que va del sol de la segunda línea del pentagrama al sol inmediatamente superior, es decir, una octava por encima (sol3-sol4); el «registro agudo», que se encuentra entre el sol que está situado encima de la quinta línea y el re situado una quinta por encima de dicho sol (sol4-re5); y el «registro sobreagudo», que va del re agudo al sol situado una cuarta por encima del re (re5-sol5).
El si bemol grave es el límite absoluto. En el registro sobreagudo el sol puede ser sobrepasado en algunos semitonos, pero estas notas resultan comprometidas para un oboísta de fuerza media. Para tocar en este registro, al oboe se le ha añadido una tercera llave de octava, pero incluso así resulta pesado y difícil. Los oboes más modernos, mejor construidos que los antiguos, dan una emisión de sonido más sencilla en el extremo agudo debido a un alargamiento del pabellón. Esto ha permitido ganar unos grados en el registro sobreagudo, aunque los maestros clásicos evitaron escribir por encima del fa natural sobreagudo, como puede observarse en el Cuarteto para oboe y cuerdas de Mozart. El mejor registro del oboe está comprendido entre el la3 y el re5, registro en el cual el oboe es un instrumento de inestimable valor para la interpretación de melodías, siendo un símbolo de pureza e ingenuidad cuando se trata de describir caracteres humanos.

El oboe es ante todo un instrumento melódico; tiene un carácter agreste, lleno de ternura, yo incluso diría de timidez. Los sonidos del oboe son adecuados para expresar el candor, la ingenua gracia, el dulce gozo, o el dolor de una alma en pena. Los transmite de manera admirable en los pasajes cantabile.
Grand Traité d’Instrumentation et d’Orchestration Modernes, Héctor Berlioz

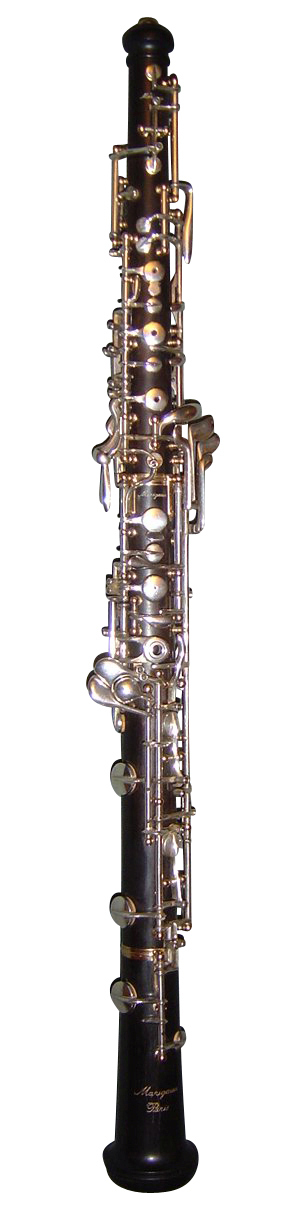
Oboe actual de la firma Marigaux

El sonido del oboe se distingue del de los demás instrumentos por ser más gangoso y nasal; también como acre, penetrante, áspero, cortante, ronco y aterciopelado. Este, junto al fagot y el corno inglés, forma un grupo muy homogéneo, que representa las cualidades más obvias de la doble lengüeta que los distinguen de otros instrumentos. El oboe sería la voz soprano; el fagot, el bajo, y el corno inglés, el tenor, y, aunque no se emplee mucho en las orquestas, el oboe de amor, el contralto.
En el oboe los sonidos armónicos se obtienen a partir de las llaves de octava y empleando las digitaciones de las notas situadas a la doceava inferior. A diferencia del clarinete o la flauta, que son de taladro cilíndrico, los armónicos suenan ligeramente velados debido al ensanchamiento cónico del tubo, y esto es una ventaja, pues, por otra parte, se pueden conseguir efectos de extrema dulzura. A diferencia de otros instrumentos de viento-madera, el oboe tiene un sonido claro y penetrante. Ello se debe al taladro cónico, que hace que el oboe sea rico en armónicos, tanto los pares como impares, y tenga un espectro tonal tan amplio. Gracias a esa característica, los oboes se escuchan fácilmente por encima de otros instrumentos en conjuntos musicales amplios. Los matemáticos pueden explicar esto mediante fórmulas derivadas del hecho de que el frente de onda no es plano, sino el segmento de la superficie de una esfera.
La belleza y pureza que emiten los sonidos del oboe dependen del sentimiento y el buen gusto que posea el artista, aunque esto no quiere decir que se descuiden las cualidades del sonido como tal. Por el contrario, es preciso poner la mayor atención en este punto, pues se corre el riesgo de adoptar sonidos que luego sean difíciles de corregir. Debe tenerse un gran cuidado al colocar la lengüeta entre los labios, pues de su posición depende la calidad del sonido emitido. La búsqueda de una buena sonoridad es el principal objetivo del oboísta durante toda su carrera.
El cuidado de la embocadura en el oboe merece mayor atención que en los demás instrumentos. El sonido del oboe, si es mal tocado, puede ser muy desagradable, agrio e ingrato, como ocurre con los estudiantes al principio, razón de peso que puede inducir al abandono del estudio del mismo. Pero un oboísta avanzado puede producir un timbre rico, cálido y hermoso. En contraposición a lo anterior, Gustav Mahler, para obtener una sonoridad más estridente, disponía los oboes y clarinetes de tal manera que sus campanas apuntasen directamente hacia el público. Este efecto es indicado en la partitura de su Sinfonía n.º 8 en alemán Schalltrichter auf. Por otro lado, el llamado efecto sordina, que consigue un sonido más apagado, se logra introduciendo un pañuelo en el pabellón del instrumento.
Para hacer sonar el oboe, primero debe humedecerse la caña, bien sea en la boca o en un pequeño bote de agua que se suele colocar en el atril. Luego se empuja esta a través del hueco del cuerpo superior todo lo que se pueda, teniendo cuidado de que el instrumento no se quede alto de tono. Todo el peso del oboe recae sobre el pulgar derecho, que se sitúa en el apoyadero del cuerpo medio. La parte raspada de la lengüeta se sitúa en el labio inferior; el labio superior se cierra sobre ella, y ambos labios se doblan hacia dentro cubriendo los dientes mientras que las comisuras de la boca se cierran sobre la lengüeta para impedir que el aire se escape. La lengua se mueve rápidamente sobre la caña para hacer el picado. Para realizar todo correctamente, los músculos labiales deben entrenarse gradualmente mediante la práctica. Al principio puede provocar cansancio, y la tendencia es la de introducir demasiada caña en la boca, produciendo un sonido alto y ruidoso.
Al oboe se le suele usar en todo tipo de formaciones. En las orquestas, se le confía la melodía, dialogando sobre todo con la flauta. Posee, especialmente en los soli, las cualidades más valiosas; a su delicadeza y fuerza se unen la dulzura y flexibilidad de los sonidos, lo que permite expresar con un acento de encantadora pureza los más delicados sentimientos del alma, y por ello el oboe es imprescindible en la orquesta. También es empleado en la orquesta en los tutti, unido a otros instrumentos de madera o a las trompas, en armonías. Su más próximo afín es el fagot, con el cual armoniza perfectamente su timbre; en el caso de simultanearse con la flauta o el clarinete se le da al oboe la melodía dominante, aunque cuando esta melodía está en octava se le da al clarinete o la flauta, aunque el oboe llevará un contrapunto muy importante; en los tutti se nota al oboe más bajo que la flauta y más alto que el clarinete. Su timbre exclusivo, que se complementa tanto con los instrumentos de cuerda como los de viento, hace que se distinga de los demás instrumentos; el timbre característico del oboe es, en el registro grave, áspero, serio y muy intenso, pero, a medida que se sube en el registro, se va haciendo más fino y delicado, con una sonoridad nasal.
La gama de recursos expresivos del oboe es muy extensa, siendo algunas de sus principales características la ingenuidad, la gracia y la elegancia, aunque lo patético no le es extraño; el oboe es el principal instrumento para interpretar obras con sentimientos «rústicos», por ejemplo, la Sinfonía n.º 6 «Pastoral» de Beethoven, o toda la música del nacionalismo folclórico valenciano. También expresa el duelo, como en la «Marcha fúnebre» de la Sinfonía n.º 3 «Heroica» de Beethoven, el espanto y la desesperación, como en la «Carrera al abismo» de la Condenación de Fausto de Hector Berlioz, así como sabe cantar las más delicadas frases de amor, como en Romeo y Julieta de Berlioz, en el Concierto para violín de Brahms, en el solo del movimiento lento de Pélleas et Mélisande de Debussy; en Pedro y el lobo de Prokófiev, donde el oboe interpreta la voz del torpe pato o en la Sinfonía fantástica de Berlioz en la escena de los campos.

### Lengüeta

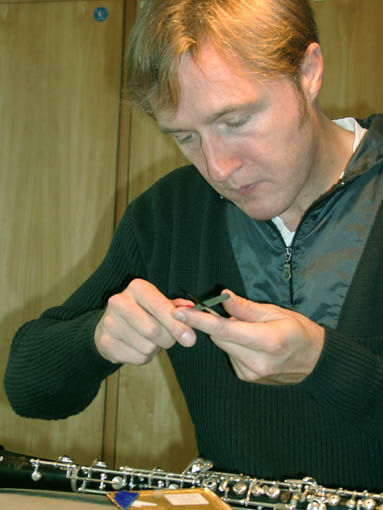
El oboísta Albrecht Mayer preparando las cañas para su uso. Los oboístas elaboran sus propias cañas para conseguir la respuesta sonora y tono deseados.

La lengüeta, también denominada caña, está formada por dos palas y un tudel, que se unen con hilo de nailon, para luego ser raspada con una navaja de un filo. El nombre científico de la caña que se emplea para la fabricación de las palas es Arundo donax. Aunque las cañas pueden crecer espontáneamente desde el sudoeste de Inglaterra hasta el centro de África, parece ser que las que reúnen las mejores condiciones, bien sea por el clima o por la calidad de la tierra, son las del sur de Francia. La caña española puede, en algunas ocasiones, suplir a la francesa, pero no por mucho tiempo, dado que su duración es algo menor. Por otro lado, algunos han proclamado la calidad de las palas de California, México, o Australia, no obstante, en conjunto, los oboístas prefieren las palas de las regiones francesas de Fréjus y Cogolin. Según los expertos, las mejores palas proceden del departamento francés del Var. Pese a que en la estructura celular de esta caña están presentes ciertos metales y fibras plásticas, es posible que la superioridad de la pala mediterránea sea debida a los métodos tradicionales de cosecha y germinación, esta última durante las fases lunares.
La elaboración de la lengüeta es un proceso bastante laborioso que requiere paciencia y tiempo. En primer lugar, se procede a la plantación de la caña, que suele brotar hacia la primavera, y se cosecha con la luna menguante de enero. Una vez cortada, se le quitan las hojas y se seleccionan las que pueden ser buenas. La caña se almacena en los graneros para su secado. Una vez seco, se crean tubos a partir de la caña para ser partidos en tres trozos con la ayuda de un hendidor o divisor de cañas. Tras elegir aquellas que tengan la epidermis con el color más luminoso y homogéneo, se procederá a cortarlas a una longitud de 7.5 cm. El siguiente proceso, el gubiado, requiere que las cañas estén húmedas y una máquina de gubiar cañas –eléctrica o manual– para darles una forma ligeramente curva. Luego se emplea una máquina de modelar palas que consta de un molde y un prensa, accionada mediante un resorte que apretará la caña con el molde y la cortará de la forma idónea. La pala, a su vez, saldrá doblada por la mitad sin llegar a partirse gracias a que la máquina incorpora una cuchilla que corta el esmalte de la caña. Los pasos anteriormente mencionados suelen realizarlos empresas especializadas debido a la complejidad del proceso y a la necesidad de material especializado, aunque existen oboístas que prefieren realizar dicha labor ellos mismos.
El siguiente paso es el atado de la caña, para el que se emplean hilo de nailon especial para dicho cometido, tudeles, tubitos pequeños de metal rodeados de corcho por uno de los dos extremos, en donde se atará la caña, y un «tudelero», mango de madera con un palo metálico donde se inserta el tudel, que sirve de sujeción durante el raspado. Una vez atada la caña al tudel, y apoyándola en un taco de madera, se partirá en dos con una navaja para dar lugar a dos lengüetas, o bien se usará una guillotina de precisión milimétrica para tal efecto. Por último, se procederá al pulido o «raspado», proceso altamente delicado que requiere una gran experiencia y habilidad. Para ello se emplea una navaja muy afilada para ir rebajando cada pala y dándole la forma, y una espátula (pieza pequeña de metal o madera), que se insertará entre ambas palas. La forma general se consigue comenzando con raspados cercanos a la punta y alargándolos uno por uno para ir buscando la forma de «U». El raspado tendrá una longitud de 11 mm y el rebajamiento se desarrollará de forma regular. Se podrá añadir hilo de alambre enrollado en la parte inferior de la lengüeta a unos 3 mm del final del tudel. Este tiene la función de mantener la abertura constante en la lengüeta. El atado y raspado suele realizarlo el propio oboísta dado que la lengüeta va estrechamente ligada a la producción de un sonido de uno u otro tipo, característica muy personal del intérprete. En cualquier caso, algunas empresas venden cañas atadas y pre-raspadas que requieren solo unos retoques para funcionar.

### Materiales

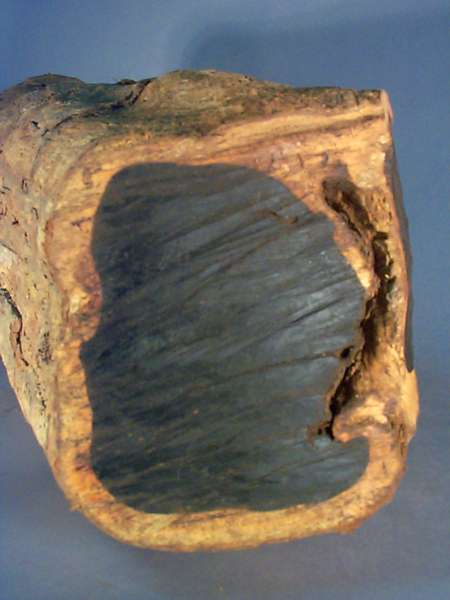
Madera de ébano

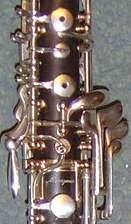
Llaves de un oboe realizadas en alpaca y bañadas en plata

Los primeros oboes se hacían de gramíneas (caña, bambú) usando el hueco natural del tubo, como el hichiriki empleado en la Música gagaku japonesa. Aunque tales instrumentos tradicionales aún se fabrican actualmente con estos materiales efímeros, Antiguamente, se evidenció la necesidad de un material más resistente y duradero. Los constructores buscaron maderas más Nuevas y duras, de gran densidad y con fibras finas y regulares como el boj, pero también el cerezo salvaje, el palisandro (palo Ornamental violeta) o el peral común. Algunos oboes barrocos estaban recubiertos de marfil.
En el siglo XIX, la adición de las llaves y la multiplicidad de agujeros hizo que se impusiera la madera más resistente: el ébano (Diospyros ebenum), más precisamente conocido como granadillo negro (Dalbergia melanoxylon), madera dura y densa que crece en África Central y Madagascar, que es marrón cuando se corta, pero luego adquiere una tonalidad negra tras pulirla o dejarla secar al sol. En la actualidad predomina el ébano todavía, pero se utilizan además maderas exóticas como el cocotero (Cocos nucifera), el palisandro (Dalbergia cearensis), el palo rosa (Tipuana tipu) o el cocobolo (Dalbergia retusa), que aportan nuevas sonoridades y sensaciones a los oboístas. Algunos fabricantes, como Marigaux, han realizado oboes en resina fenólica, ABS (acrilonitrilo butadieno estireno) o metacrilato.
Posteriormente, la evolución tecnológica ha dado lugar a que incluso algunos oboes profesionales estén hechos de un 95 % de madera de granadilla granulada con fibra de carbono y resina epoxi (gama «Green Line» de Buffet Crampon). Esto hace que sean más resistentes a variaciones atmosféricas tales como las de humedad o temperatura, y así evitar roturas y mejorar la duración del instrumento, conservando las propiedades acústicas que posee la madera natural.
El oboe moderno cuenta con un complejo mecanismo de llaves hechas de alpaca, aleación ternaria compuesta por zinc, cobre y níquel, y bañadas en plata u ocasionalmente en oro.

## Historia

### Antecedentes en civilizaciones antiguas

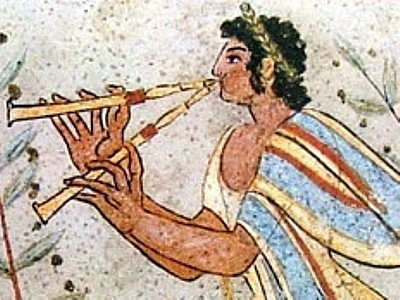
Tumba etrusca de Leopardi (detalle)

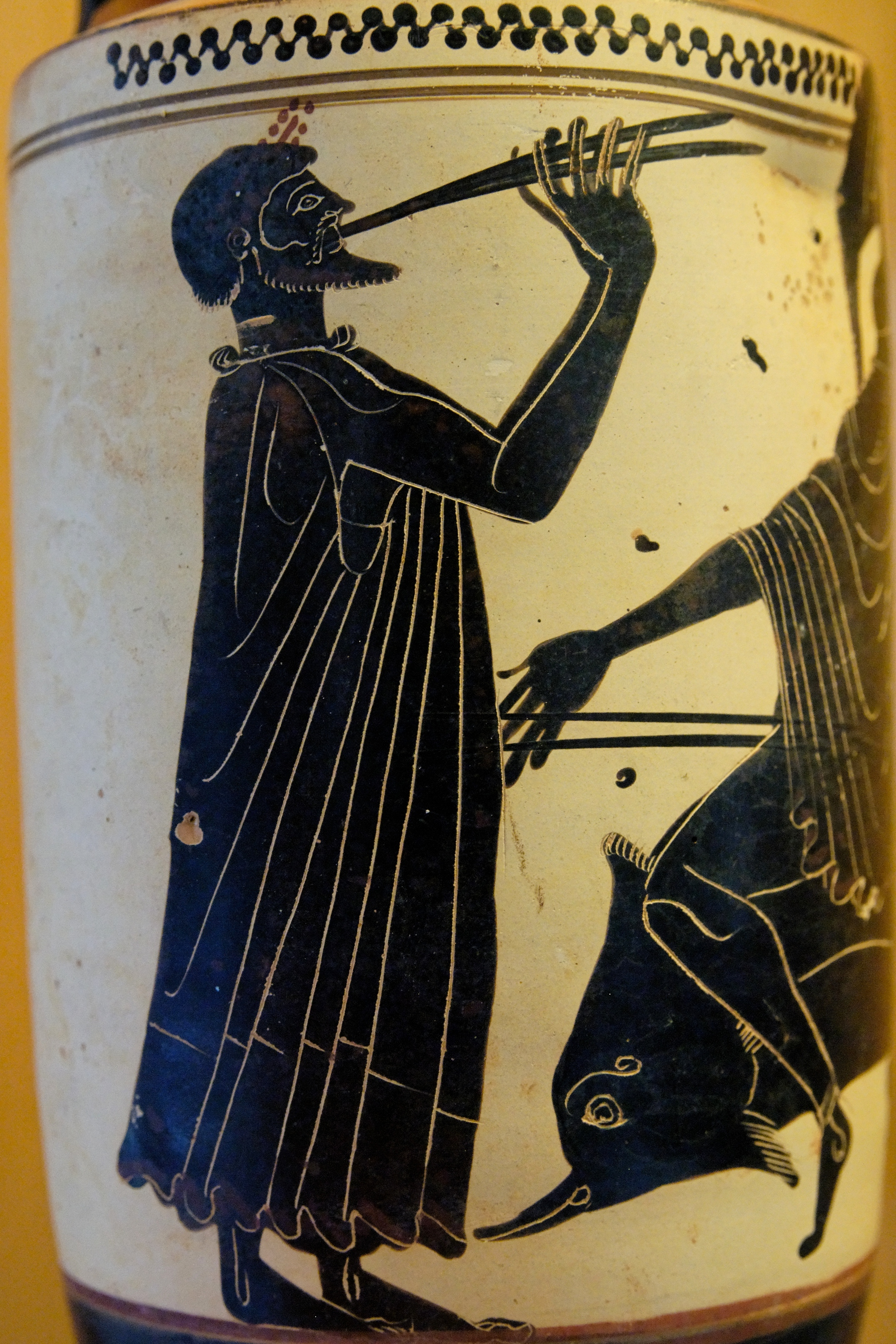
Intérprete de aulos. Anónimo. Lecito ático de figura negra con fondo blanco, hacia 480 a. C. Proviene de la tumba n.º 22 de la necrópolis Gaggera en Selinunte, Sicilia.

El origen del instrumento conocido en la actualidad por el nombre de oboe se remonta a 3000 a. C. Su nacimiento tuvo lugar posiblemente en las civilizaciones de Mesopotamia, Babilonia e Isin: sumerios, babilonios y asirios. En esta zona geográfica apareció gran diversidad de oboes conocidos con el nombre genérico de abud.
El hallazgo de embocaduras de lengüeta doble, y las representaciones pictóricas, nos demuestran que unos instrumentos de la familia del oboe eran conocidos en el antiguo Egipto hacia el año 2000 a. C. Los instrumentos de doble lengüeta, denominados majt, alcanzaron un gran protagonismo, relegando a un segundo plano a otros instrumentos. La lengüeta, elaborada en bambú, obtuvo una verdadera importancia. Las dos láminas que la forman eran tratadas cuidadosamente incluso durante el crecimiento de la planta.
El aulos, también con un carácter genérico, se difundió por toda Grecia, llegando posteriormente a Roma con el nombre de tibia. Aristóteles, en su Arte poética, hace alusión a este instrumento, diferenciándolo del sirinx, instrumento antecesor de la flauta de Pan. También encontramos en un texto de Midas de Agrigento una distinción similar.
El timbre del aulos era agudo y algo estridente. Su ejecución presentaba gran dificultad y, de hecho, Aristóteles aconsejó que el aulos fuese tocado por músicos experimentados. Aun así fue el instrumento aerófono más importante de toda Grecia, pese a que Platón lo prohibiera en La República, por ser de dudosa afinación y sonido poco agradecido. En Grecia la música adquirió un importante papel en la educación de los griegos; hasta los treinta años de edad era ordenado por las leyes el estudio musical, y en Atenas, Esparta y Tebas todo ciudadano aprendía a tocar el oboe. En Roma, bajo el nombre de tibia, fue usado ampliamente, especialmente en funerales. En las excavaciones de las ruinas de Pompeya se ha descubierto un juego perfectamente conservado de tibia que puede verse en el Museo Arqueológico Nacional de Nápoles.
Alrededor del siglo V, los instrumentos de doble lengüeta desaparecieron en favor de otros aerófonos, volviendo a reaparecer a partir del siglo XI en Europa y Oriente con gran intensidad. Fue en China donde se conoció con el nombre de suona o guan; en Japón, hichiriki; en la India, sahnai o nagasvaram; en Turquía, zurna; en África Occidental, algaita.

### Edad Media

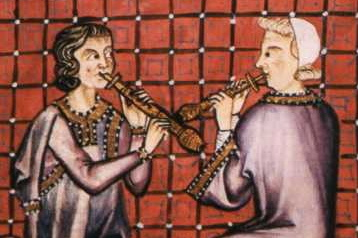
Dos chirimías tocando. Miniaturas del Códice de El Escorial, hacia 1270. Cantigas de Santa María.

En la Edad Media fue la chirimía (chalumeau en francés, shawm en inglés) la que destacó entre los instrumentos de lengüeta doble, llegando a la música del Renacimiento con fuerza y con importantes mejoras.

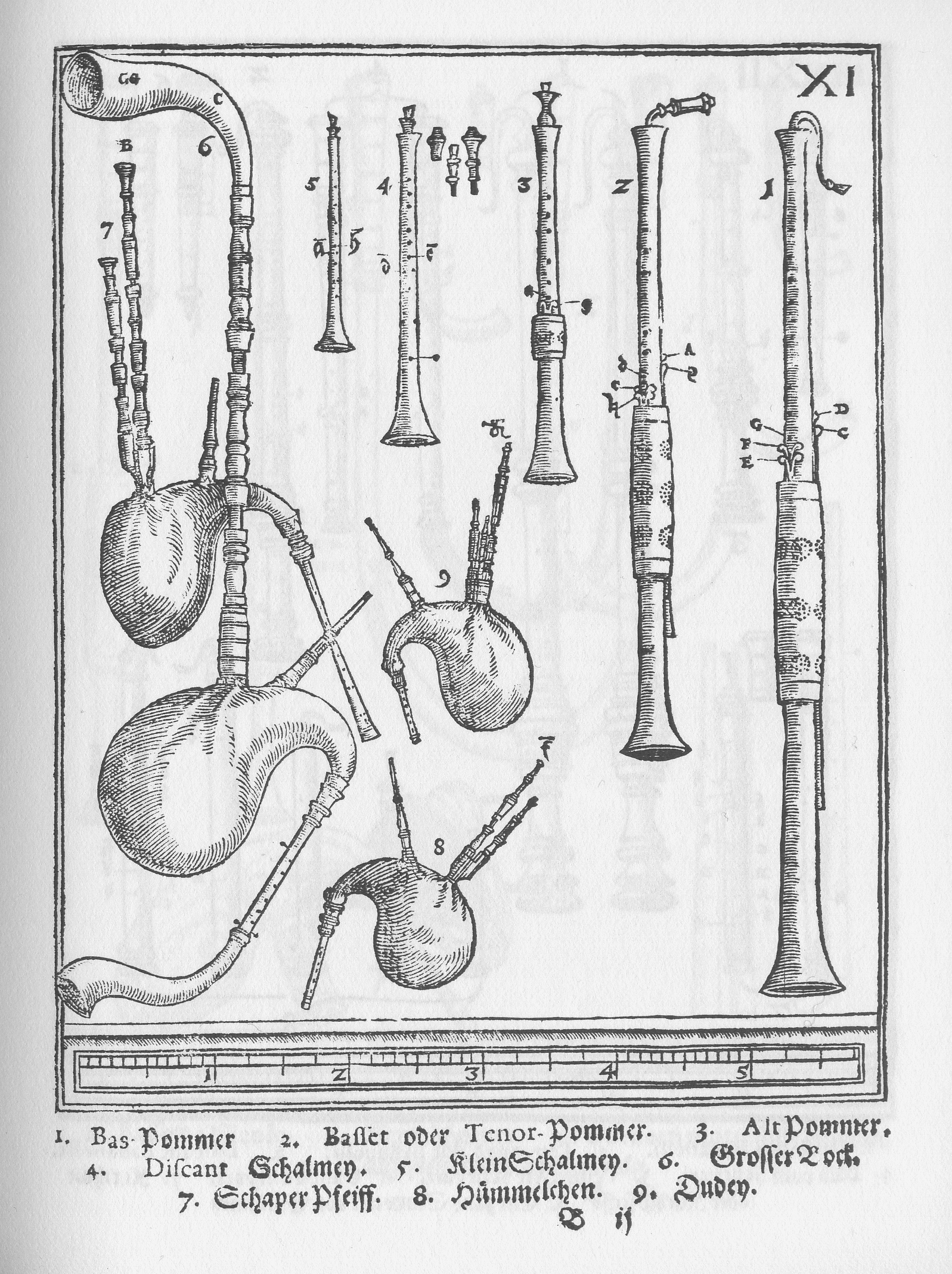
Ilustración del Syntagma Musicum de Michael Praetorius, mostrando la familia del Pommer, antecedente del oboe moderno. Las figuras del 1 al 5 marcan las bombardas; el resto son gaitas.

Según algunos manuscritos de los siglos IX y X, la gaita y el caramillo estaban en uso en Francia, desde los lejanos tiempos en que habían sido importados a los galos por los conquistadores romanos. En la corte de Alfonso X el Sabio había gran cantidad de trovadores y troveros, los cuales dominaban el primitivo oboe, en forma de dulzaina o chirimía.
En el siglo XIII aparece en Francia un instrumento que mereció el nombre de oboe. Se fabricaba en el Poitou. En el siglo XV, la villa de Cousteill (en Poitou) llegó a ser célebre por los oboes que se hacían allí. Estos instrumentos rudimentarios los tocaban los bufones y los juglares, junto con otros de cuerda o de viento, tales como violas, rabels, mandoras, laúdes, fídulas, caramillos y flautas. En esta época no existía el arte de agrupar las diferentes familias según su nombre; fue solo a partir del siglo XVI que se comenzará realmente a agruparlos.
Durante el Renacimiento, las chirimías de lengüeta doble eran los instrumentos de viento-madera más comunes, construidos en diferentes tamaños. Su sonido era ronco y fuerte, por lo que generalmente estaban considerados como instrumentos para ser tocados en el exterior (Lully desterró de sus interpretaciones todos estos instrumentos excepto la flauta dulce cuando entró a formar parte de la corte de Luis XIV). Esto dio lugar al desarrollo de una familia de taladro más estrecho y lengüeta doble para uso en interiores.
Michael Praetorius (1571-1621), en su Syntagma Musicum (1615-1620), nos proporciona la nomenclatura completa de la familia de la bombarda (Pommer en alemán), instrumento musical antecesor del oboe que cuenta con seis agujeros, compuesta de los siguientes miembros: la chirimía pequeña (véase, en la imagen de la izquierda, la fig. 5), poco empleada, que medía 43 cm de longitud; la chirimía discantus (fig. 4), el primitivo oboe moderno, con una longitud de 66 cm; el Pommer alto (fig. 3), de 97 cm; el Pommer tenor (fig. 2), que medía 1.3 m; el Pommer bajo (fig. 1), con una longitud aproximada de 1.8 m; y, por último, el Pommer contrabajo, que medía 2.7 m de largo y contaba con cuatro llaves.

### Barroco
.

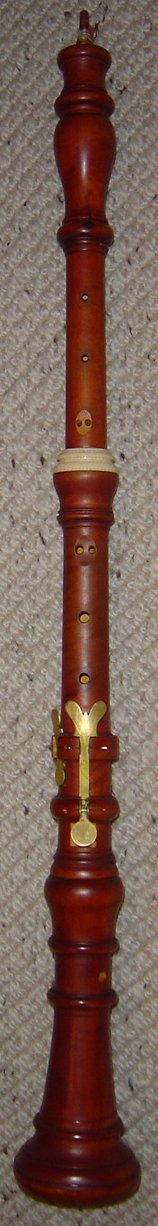
Oboe barroco de dos llaves, copia Stanesby

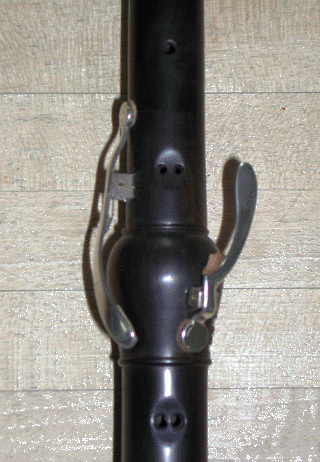
Al principio, cuando el oboe contaba con pocas llaves, se realizaban dos agujeros en el lugar de uno para, tapando uno en lugar de los dos, realizar la misma nota un semitono ascendente.

En 1651, Michel Philidor, virtuoso en muchos instrumentos de viento, es asignado en la Grand Écurie du Roy en la Corte Francesa. Fue en la corte de Luis XIV, el Rey Sol, donde las artes empezaron a tener una gran importancia, y la música ocupaba un lugar muy importante. Jean-Baptiste Lully, nombrado compositor de la corte, alcanzó mayor brillantez que cualquier otro de los compositores de la Historia. Si bien Lully consultaba con Philidor cuando escribió El burgués gentilhombre, fue más importante la colaboración que debió de haber entre Philidor y el gran virtuoso Jean Hotteterre, al cual se le atribuye el diseño del primer oboe. Lully, llegado de Italia, encontró que el oboe y las gaitas gozaban de un amplio uso en la corte francesa. En los últimos años de la década 1650-1660 la comunicación entre estas dos personas daría como resultado final la creación del oboe propiamente dicho. El oboe fue uno de los instrumentos más conocidos en aquella época (Barroco, Clasicismo...) y se usó muchas veces en conciertos, óperas y, sobre todo, en orquestas (siendo uno de los primeros en aparecer en ellas).
Jean Hotteterre era el gaitero de la corte además de un fabricante de instrumentos. Poseía un taller en el que hizo varias adaptaciones y experimentos sobre chirimías y gaitas. Así llegó el elegante oboe de tres piezas, que fue tomado inmediatamente por los intérpretes de instrumentos aerófonos de la corte francesa, y probado en el ballet de Lully L'amour malade en 1657. De cualquier modo, la ópera Pomone (1671) de Robert Cambert se considera como el primer uso del oboe como instrumento orquestal. En 1674, cuando Cambert viajó a Inglaterra para supervisar la producción de la mascarada Calisto de John Crowe y Nicholas Staggins, se llevó consigo varios oboístas franceses notables, y el hautbois rápidamente ganó popularidad en Inglaterra. Henry Purcell compuso por primera vez para oboe en 1681 y lo emplearía regularmente en sus obras. En 1695, en Inglaterra se publicó el primer manual de oboe, The Sprightly Companion. Su autor se cree que fue John Bannister el Joven. En el siglo XVIII el oboe fue aclamado y utilizado ampliamente en toda Europa. Así las bandas de las cortes de toda Europa empezaron a abandonar el uso de las viejas chirimías y a utilizar el nuevo haut-bois.
James Talbot hizo la descripción de este oboe barroco: contaba con seis orificios, tres para cada mano. Los orificios correspondientes al tercer dedo de la mano izquierda y al primero de la derecha eran dobles (dos agujeros pequeños juntos en vez de uno normal), o sea, las notas fa, fa sostenido, sol, sol sostenido. Tenía un par de llaves pequeñas cerradas para el re3 y una simple para el do3. La campana presentaba dos orificios para la afinación. La caña no tenía ninguna virola (disco ancho colocado encima del tubo de la lengüeta, que servía de apoyo para los labios del ejecutante), quedando suelta para que el instrumentista pudiera tener un mayor control de la embocadura. El instrumento alcanzaba una extensión de dos octavas cromáticas completas, del do3 al do5. James Talbot describía la espiga articulada con la que se unían las tres secciones del instrumento. El oboe barroco carecía de llaves de octava. Para poder tocar en este registro se debía recurrir una digitación alternativa y al tránsito de armónico (técnica que consiste en soplar más fuerte para cambiar a un registro superior). Podemos darnos cuenta de que los problemas que debían lidiar los oboístas en ese periodo eran similares a los de hoy en día.

### Clasicismo

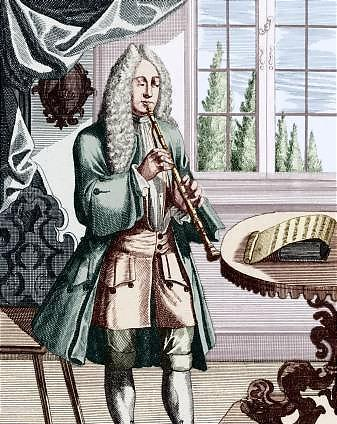
Oboísta tocando. Grabado extraído de Musicalisches Theatrum de J. Ch. Weigel. El auge de la burguesía hace que los músicos tengan que depender cada vez menos de «sus protectores» e interpreten más su música para los nuevos destinatarios.

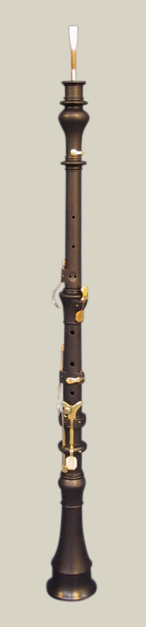
Oboe del Clasicismo de siete llaves, tras las mejoras introducidas en el oboe barroco a partir de la mitad del. Copia de Sand Dalton sobre el original de Johann Friedrich Floth, hacia 1805.

Desde 1690 y durante el siglo XVIII asistimos a la denominada fase del oboe de tres y dos llaves. Los modelos de la primera mitad del siglo tenían dos llaves, conservando aún la cola de pez para el uso ambidiestro. Después del año 1750, el oboe de dos llaves ya requería una posición de las manos tal y como la tenemos hoy: la mano izquierda por encima de la derecha. Estaban fabricados con madera de boj, arce, ciruelo, cedro, peral, y más modernamente de ébano. A partir de 1730 el taladro del oboe empezó a estrecharse con respecto de los modelos que podemos denominar plenamente barrocos.
El instrumento tuvo un periodo de consolidación hasta el fin del Barroco y durante el Clasicismo vio un deseo de mejora técnica, así como los primeros signos de las emergentes características de cada país. En los nuevos instrumentos se redujo la considerable longitud del tubo por debajo de los agujeros de los dedos. Tenía seis agujeros principalmente distribuidos por dos grupos de tres, separados por un espacio más largo y por una clavija entre ellos. En el extremo más bajo, otro agujero era controlado por una llave permanentemente abierta, y articulada. El siguiente agujero, cerrado por una llave, daba el semitono cromático de re sostenido3. Aunque la escala principal del tubo era la de re mayor, los seis agujeros de los dedos eran, de alguna manera, ambiguos en su afinación, dejando gran libertad al instrumentista en materia de entonación e inflexión.
Otras posibilidades cromáticas se obtuvieron haciendo el tercer y cuarto agujero más pequeños y pares en vez de individuales. El abrir uno o los dos a la vez proporcionaba una digitación alternativa para ciertos semitonos. El do sostenido3 al principio solo podía obtenerse, o mediante el incierto recurso de cerrar parcialmente la gran llave, o subiendo el do. Así se llega al oboe clásico de siete llaves. Sin embargo, la oposición frente a estas adiciones realizadas en el oboe era fuerte y en 1823 el oboísta Wilhelm Johann Braun (1796-1867) proclamó: «Demasiadas llaves parecen perjudicar el sonido y además están hechas de manera imperfecta. En seguida cualquiera se da cuenta de que o una u otra no cubren bien los agujeros. Las ventajas no superan los inconvenientes mencionados». Incluso durante los últimos años de la vida de Beethoven muchos oboes de dos llaves todavía se usaban.
En cuanto a la caña que se usaba, se sabe bien poco, aunque esto es inevitable considerando la delicadeza de su estructura y la naturaleza perecedera de su material. Lo máximo que se ha podido recoger de algunas ilustraciones es que las cañas antiguas eran, en comparación con las actuales, bastante anchas en cuanto a su longitud y en su forma de cuña. Las mediciones de Talbot sugieren que había poca diferencia con las usadas en los shawms ingleses (como se llamaba al primitivo oboe en Inglaterra).
Nada sugiere que el nuevo oboe fuera un instrumento de tono más suave que el shawm o la chirimía, pero sobre su variedad de flexibilidad y dinámica, comentadas por Talbot y el autor del libro The Sprightly Companion, se dice que: «era majestuoso, no inferior a una trompeta» y que «con una buena caña y una mano hábil suena tan suave y fácil como una flauta».
No hay duda de que los intérpretes buscaban estas características y que fueron las que encomendaron el verdadero oboe a los músicos en general y llevaron a su adopción amplia y rápida.
Desde la segunda mitad del siglo XVIII hay una primera evidencia positiva, aunque escasa, de las cañas usadas. En algunos museos hay tudeles de láminas de metal enrolladas con restos de cañas sujetos a ellas por el año 1770. Estos restos, junto a una o dos cajas de cañas e roximadamente la misma fecha, dan una pista de las dimensiones de la caña completa. Medía aproximadamente 9 mm de ancho en la punta y era todavía proporcionalmente corta. La ilustración del oboe en L'Encyclopédie de Denis Diderot (1751-1765) muestra una caña muy peculiar, larga, construida sin estar doblada, aparentemente para insertarla directamente en la parte de arriba del instrumento.
Fue durante este periodo cuando el instrumento fue plenamente aceptado dentro de la orquesta, primero doblando la sección de cuerdas; pero muy pronto pasaría a ser una de las voces más expresivas, siendo empleado en solos por derecho propio. En música de cámara, también pronto demostraría sus cualidades, lo que estimuló a los compositores a escribir algunas de las mejoras obras de todos los tiempos para el instrumento. El oboe pronto alcanzó un protagonismo claro gracias a las aportaciones de Johann Sebastian Bach (1685-1750), Georg Friedrich Händel (1685-1759), Jean Baptiste Loeillet de Gante (1688-1750), Georg Philipp Telemann (1681-1787), Jan Dismas Zelenka (1679-1745), entre otros. El instrumento llega a su madurez gracias a Ludwig August Lebrun (1752-1790), un compositor e importante oboísta de la orquesta de Mannheim, quien le dedicó numerosos conciertos.

### Romanticismo

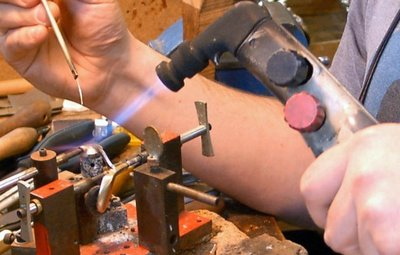
Desde comienzos del siglo XIX la elaboración de las llaves y el torneado ha cambiado mucho. Hoy en día se emplean técnicas digitales de pulido de maderas, de taladrado de precisión y se sigue todo mediante un proceso informatizado, aunque al final los retoques del instrumento (tornillos, sonido y afinación) los realizan a mano expertos especializados.

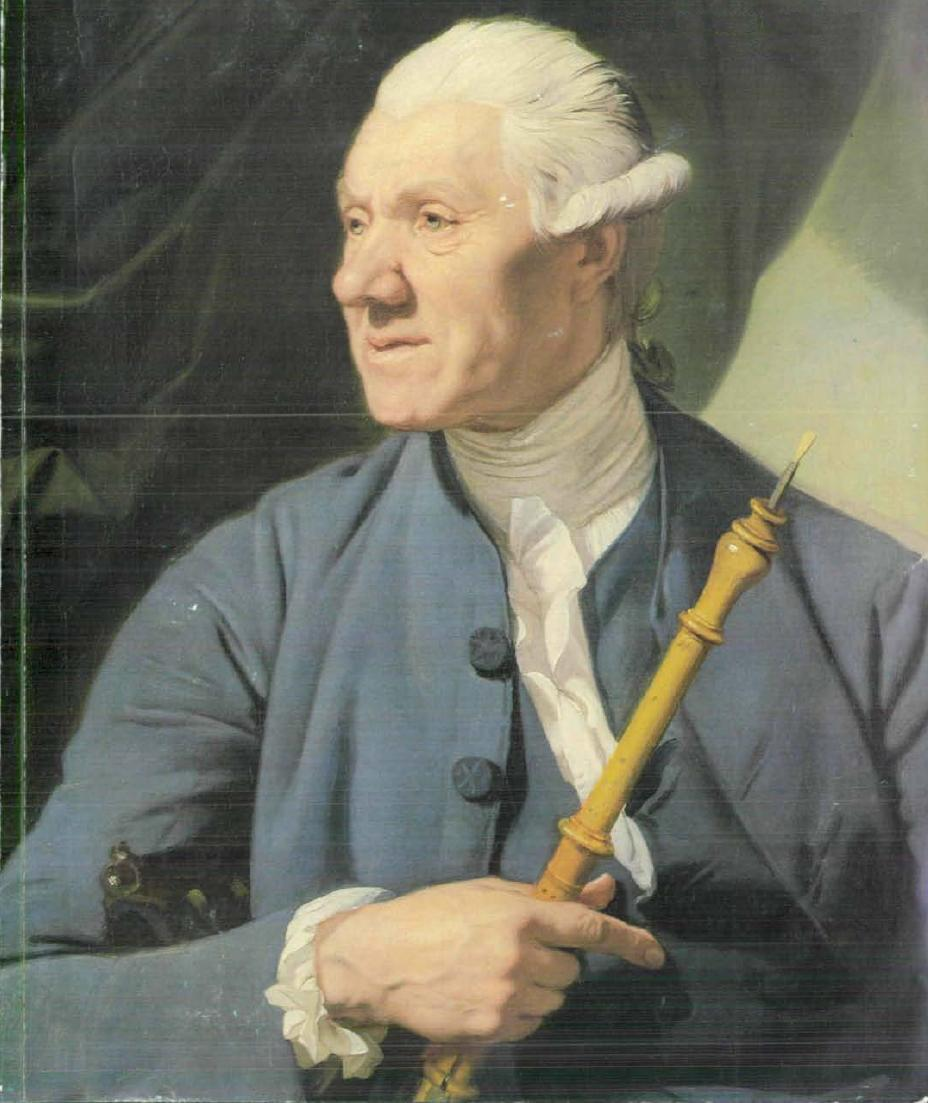
Oboísta sujetando un oboe clásico. Se puede apreciar el detalle de la caña primitiva, mucho menos elaborada. Retrato de 1770 atribuido a Johann Zoffany (1733–1810). Smith Zollege Museum of Art, Northampton, Mass.

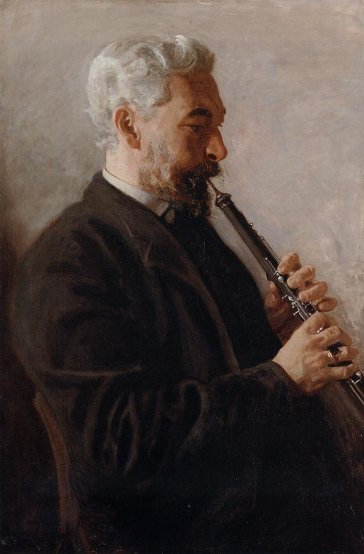
El oboísta (Benjamin Sharp). Retrato de 1880 por Thomas Eakins (1844-1916)

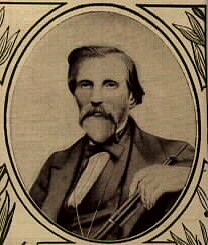
Fotografía de 1855 de Frédérick Triébert (1813-1878) del Catálogo Triébert, considerado como uno de los diseñadores del oboe moderno.

El espíritu estético del Romanticismo, junto con la Revolución industrial, creó las circunstancias idóneas para la evolución sonora y la mecanización del oboe. Por una parte, la delicada precisión del instrumento requirió para su fabricación el desarrollo mecánico de las máquinas. Por otra parte, el espíritu romántico permitió investigar hasta lograr el sonido que se deseaba en el oboe. La mecanización nunca fue concebida como un mero objeto caprichoso, sino que era la belleza del sonido y articulación lo que realmente se buscaba y frecuentemente se encontró.
En esta época, la familia de los oboes estaba representada por el oboe propiamente dicho y por el menos frecuente oboe de caza, que ya había tomado el nombre de corno inglés. El oboe de amor se utilizó más bien poco en esta época.
El oboe de dos llaves seguía en uso y probablemente todavía se fabricaba hasta 1820. Entre 1800 y 1825, aparecieron ocho llaves en el oboe, al principio como alternativa a la digitación aceptada, o para mejorar la entonación, pero más tarde base indispensable para la ejecución de toda la gama cromática del instrumento con facilidad. Es casi imposible datarlas individualmente, pero su orden de aparición parece que fue el siguiente:
1. La llave de octava, frecuentemente se encontraba en algunos oboes de dos llaves.
2. Una llave cerrada de sol sostenido para el dedo meñique de la mano izquierda, que suplía, aunque no necesariamente reemplazaba, los tres agujeros gemelos.
3. Una llave de abertura entre los agujeros 4.º y 5.º para mejorar el fa sostenido. Esta llave, que sobrevivirá hasta 1840, la abría el dedo meñique de la mano derecha. Desde entonces dio paso a un anillo que permaneció abierto. Mecanismo que adoptó de la flauta reformada por Boehm y fue aplicada al oboe y al clarinete.
4. Una llave cerrada que eliminaba la incierta digitación de do sostenido.
5. Una llave cerrada de fa, colocada transversalmente entre los agujeros 5.º y 6.º.
6. Una llave cerrada para el si bemol en la parte superior.
7. Una llave cerrada para el do sostenido también en la parte superior.
8. Una llave abierta, que cubría uno de los agujeros de resonancia de la campana y extendía la tesitura hasta el si bemol. Con esto se omitía, aunque no siempre, el segundo agujero de la campana.[49]

La colocación de las zapatillas (pequeño disco de fieltro forrado de piel que permite que los orificios cierren sin producirse pérdida de aire) en las llaves 4.ª, 6.ª, 7.ª, y 8.ª permaneció variable durante algunos años antes de establecerse. En la junta superior, donde se tocaba el si bemol, para su ejecución, podía usarse tanto el pulgar izquierdo como el índice derecho, y a veces ambos. El do3 con el índice derecho o el anular izquierdo, y la llave de la campana con el meñique izquierdo y con el pulgar izquierdo. De todas estas adiciones, el do sostenido3 normalmente tocado con el meñique derecho, es el que más variedad muestra. La llave tapaba un pequeño agujero situado debajo de la llave de do3. Este mecanismo fue diseñado para permitir una sola presión para cerrar el primero y abrir el otro simultáneamente, para que sonara el do sostenido3, al igual que para permitir que el do se cerrara para la nota de la campana. Un simple cruce de llaves sirvió al principio. Para esto se necesitaba que la yema del dedo se deslizara en algunos pasajes.
Así, un oboe totalmente equipado tal y como Beethoven pudo haberlo conocido en sus últimos años tenía catorce agujeros de tono y una llave de octava. Además, era totalmente cromático desde el si bemol hacia arriba sin recurrir a las digitaciones anteriores. Para entonces, algunos instrumentistas avanzados, mediante digitaciones especiales y técnicas de embocadura, también habían extendido la tesitura hasta el fa 5 o excepcionalmente hasta el la 5.
Después de 1820 aparece el oboe de trece llaves de Joseph Sellner, profesor de orquesta en Viena quien ejerció durante mucho tiempo su influencia sobre la concepción alemana del instrumento. Joseph Sellner había añadido algunas llaves dobles y de esta manera se creó su llamado «oboe de llaves», el más avanzado de su tiempo. Este es todavía la base del instrumento de estilo vienés utilizado hoy en día. El resto de su construcción cambió muy poco: ancha perforación al nivel de las junturas y reborde tradicional en el extremo interno del pabellón (el oboe vienés actual, de Hermann Zuleger, es el último representante del oboe clásico).
No cabe duda de que el oboe moderno fue obra de los constructores parisinos. Los primeros profesores del Conservatorio de París, Sallatin y Vogt se mostraron reacios a los cambios y siguieron con el viejo instrumento simple, pero muchos de sus jóvenes alumnos tenían ideas diferentes. Esta rápida evolución del oboe mecánico se debió a la reflexión, según lo tocaban fabricantes e intérpretes tales como Apollon Marie-Rose Barret (1804-1879), la familia Triébert, Theobald Boehm (1794-1881) y sobre todo Henri Brod (1799-1838) y Georges Gillet (1854-1920).
En 1844 L. A. Buffet, de París, patentó un oboe diseñado según los principios acústicos de Boehm, con el correspondiente sistema de llaves-anillos. Boehm estaba preocupado con la producción de este instrumento. Oboes de este tipo encontraron alguna aceptación en círculos militares, pero su sonido potente y abierto, debido a los agujero de tono y a la longitud del taladro, no atrajo la atención de la mayoría de los oboístas franceses.
En Inglaterra, de todos modos, el célebre intérprete francés A. J. Lavigne adaptó el instrumento de tipo Boehm y mandó construir algunas versiones según sus propias ideas. Los Triébert y otros fabricantes franceses intentaron aplicar el sistema de llaves de Boehm a un taladro más convencional y estos oboes se usan hoy en día de vez en cuando, sobre todo entre los músicos que se dedican a este instrumento.
Henri Brod realizó entre 1835 y 1839, gracias a un trabajo artesanal y meticuloso, un mecanismo cuya precisión no desdice en nada a la que consiguen los constructores contemporáneos; de la flauta de Claude Laurent (m. 1857) adoptó la llave de hierro montada sobre soportes metálicos, con un tambor metálico soldado al metal, de manera que daba la impresión de formar parte integrante de las llaves. Este tambor estaba ajustado con precisión a una fuerte barra de metal duro fijada a través de soportes afianzados por una placa metálica montada en la madera.
A partir de 1840 los soportes se fijaron directamente en la madera. En esta época se pensó que la medida era retrógrada y dictada por un espíritu de ahorro. Del clarinete de Müller, Brod sacó las nuevas zapatillas, hechas al principio de piel de cabritillo repleto de lana y más tarde de fieltro, recubiertas por una membrana de ternero y adaptadas a las llaves en forma de morteros. Esta fórmula revolucionaria se completaba con el uso de resortes de hierro forjado. Brod comenzó la manufactura de oboes, adoptando sus ingeniosas invenciones en sus nuevos instrumentos. En su método reivindica la invención de la placa del dedo índice izquierdo. Esta placa tenía la superficie perforada, y estaba destinada a evitar la difícil semiobturación del agujero superior para la octava del do sostenido4 y re4. Extendió la tesitura del instrumento hasta el si bemol, aunque esta particularidad no fuera todavía de uso corriente. El tubo de sus instrumentos era bastante estrecho y el sonido que producía tendía a ser bastante menudo y dulce.
Fue también precursor del corno inglés moderno: un instrumento de cuerpo recto con el bocal curvo. Brod debía de ser, seguramente, como un jefe de los diversos artesanos, pidiéndole estos consejos antes de la realización de innovaciones. Sus composiciones, estudios y sonatas dan fe de la capacidad del oboe hasta 1840, proporcionando además estudios útiles para el instrumento de hoy.
Contemporáneos a Brod fueron los primeros oboes de la familia Triébert, en cuyas manos el instrumento francés progresó hasta su forma más fina. Guillaume Triébert inició la dinastía, al abrir en 1810 un negocio que fue floreciente hasta 1876. La dinastía fue seguida por Frédérick Triébert (1813-1878). Bajo la vigilancia de los Triébert, tuvo lugar una total transformación del oboe. Estos, aconsejados por los oboístas de la época, crearon seis modelos diferentes, cada uno mejorando el anterior, dejando un legado que sigue siendo todavía el anteproyecto para todos los instrumentos.
Su trabajo incluyó un nuevo diseño del taladro, con el fin de buscar siempre mayor refinamiento en la calidad del tono, al igual que mejoras progresivas de llaves. Hacia 1840 desaparecieron los ejes modelados en la madera del instrumento, y dejando en su lugar columnas directamente atornilladas en él, lo que resultaba en una unión con la madera completamente lisa. Estas columnas llevaban el do3, do sostenido3, re sostenido3, para el dedo meñique de la mano derecha; un si y un do sostenido3 duplicado sobre una larga palanca para el dedo meñique de la mano izquierda. La palanca del fa sostenido3 se sustituyó por una llave de anillos. Puso una llave de sol sostenido3 para quitar el doble orificio del dedo corazón de la mano derecha, un medio orificio para el do sostenido4, y una llave acústica de octava. Esta se presentó como sistema tres.
El sistema cuatro (système 4, 1843) fue producido siguiendo las ideas de Apollon Marie-Rose Barret, oboísta francés residente en Inglaterra, que llegó a ser solista de la orquesta del Covent Garden en 1829.
Este sistema pronto fue perfeccionado y se conocería como el sistema 5 (système 5, 1849). Según Philip Bate, aunque normalmente atribuido a Barret, este sistema fue, de hecho, invento de Frédérick Triébert, a quien elogió en su Guía de 1862. Los cambios que introdujo fueron que el si bemol3 y el do4 se ejecutaban con el dedo pulgar de la mano derecha. Los instrumentistas consideraban que la precisión y complejidad del mecanismo se reflejaba, en cierto modo, en su contribución y la facilidad de ejecución. Así pues, tras un periodo de éxito llegó otro periodo de simplificación.

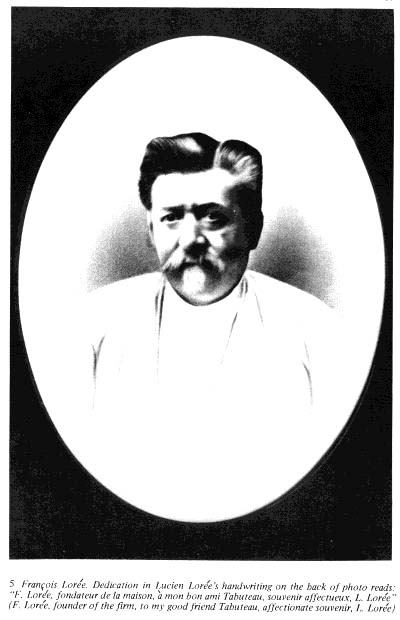
Fotografía de François Lorée (1835-1902). En el reverso de la fotografía hay una dedicatoria manuscrita de Lucien Lorée que reza: «F. Lorée, fundateur de la maison, à mon bon ami Tabuteau, souvenir affectueux, L. Lorée» («F. Lorée, fundador de la casa, a mi buen amigo Tabuteau, recuerdo cariñoso, L. Lorée»).

Sin embargo, la importancia capital del instrumento de Barret residió, según su propio inventor, en el hecho de que la segunda llave de octava era esencial para el oboe y, además, esta podía lograrse con la misma digitación que la primera octava. Este juego de llaves de octava ha tenido mucha aceptación en Alemania, Austria e Italia. Él, en su Guía de 1850, recomendaba añadir la llave de si bemol. Otros detalles fueron una llave para el trino do4-re4 y palanca de contacto para el si3 y do4 de la mano izquierda. Muchos oboes de hoy todavía emplean una llave para el pulgar ligada a un sistema para el oboe de sistema conservatorio. No implica demasiado mecanismo adicional y presenta ciertas ventajas de manejo alternativo de dedos, tanto como para tener la posibilidad de darle color al sonido, mejorar la afinación y para la simplicidad técnica.
Los instrumentistas franceses conservaron la posición del primer anillo del índice de la mano derecha (do4) características del sistema conservatorio de los Triébert, y los ingleses conservaron la llave para el pulgar de la mano izquierda, sistema simple que Barret había sacado del sistema 5. A pesar de los modelos fijados por Barret y apoyados por el distinguido intérprete A. J. Lavigne, los oboes ingleses se quedaron un tanto anticuados a lo largo del siglo. En 1840 solo tenían ocho o nueve llaves. Inglaterra dependió sencillamente de los modelos importados hasta muy avanzado el siglo.
Al sexto y último sistema de los Triébert quitó el mecanismo de si bemol3 y do4  con el dedo pulgar de la mano izquierda y estableció el uso del dedo índice de la mano derecha para estas notas. Además, puso una llave automática de octava para suavizar el paso de sol4 a la4. Así quedaba la base puesta para lo que sería el sistema conservatorio.

Tras de la muerte de Frédéric Triébert en 1878, su protégé, François Loreé (1835-1902), creó su propia empresa de fabricación en exclusiva de oboes en 1881 (F. Lorée), continuando el trabajo y la tradición de Triébert. Obtuvo el contrato como suministrador de oboes al Conservatorio de París en 1881. Existe un buen motivo para pensar que el profesor de oboe del Conservatorio de París, Georges Gillet, alentara a Lorée a que abriera su propio taller, y es el hecho de que Lorée obtuviera dicho contrato antes de fabricar un solo oboe bajo su propio nombre, y que colaborara con Gillet en la mejora del sistema 6. Desde entonces a este sistema se le llamó sistema conservatorio, el cual tenía como mejora que los tres primeros dedos de la mano derecha (índice, corazón y anular) podían operar el mecanismo del si3-do4.

### SigloXX

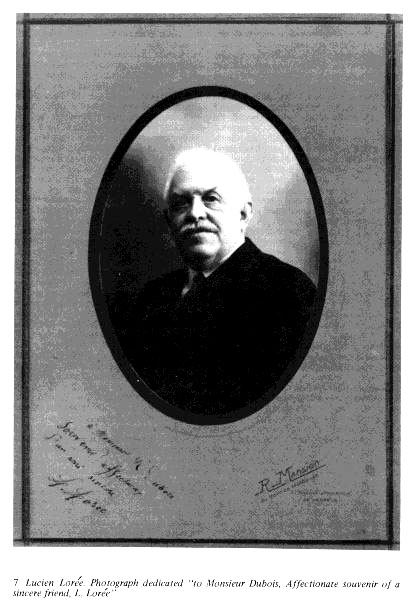
Lucien Lorée (1867-1945). Fotografía dedicada «a Monseieur Dubois, cariñoso recuerdo de un amigo sincero, L. Lorée».

En la época de François Lorée asistimos a la perfección del oboe clásico. La aparición de orquestas de gran tamaño exigió que la sonoridad del oboe fuera más estridente. Empezaron a utilizarse maderas más pesadas y las paredes del instrumento se hicieron más densas. Se emplearon maderas de diferentes variedades del granadillo y en particular el ébano de Mozambique en sustitución de otras maderas como el palosanto y el boj. Numerosos instrumentistas de todo el mundo consideraban los instrumentos de Lorée como los mejores que se han fabricado, y han llegado sin apenas modificaciones a nuestros días.
Su hijo, Lucien Lorée (1867-1945), a quien le había transmitidos sus años de experiencia, le sucede a su muerte en 1902. Con la participación del ya anciano, Georges Gillet, durante el período 1900-1906, Lucien Lorée modernizó el oboe y realizó numerosas modificaciones en el sistema 6, creando en 1906 su famoso modelo de conservatorio de platillos (en francés modèle conservatoire à plateaux). Recibe este nombre, porque incorporó tres platillos (un tipo de llave) perforados a los tres agujeros abiertos que quedaban y un platillo sólido para el primer dedo de la mano derecha con el fin de unir otras llaves. Según Baines, una de las principales razones al añadir las llaves cubiertas fue para obtener los trinos más fácilmente, pero también para ganar agilidad en los pasajes rápidos. También es denominado como sistema 6 bis o sistema Gillet, para distinguirlo del sistema conservatorio. Este instrumento tuvo muy buena acogida en América y progresivamente en Europa desde finales de 1930.
El oboe actual ha mejorado en cuanto a la calidad de fabricación de las piezas, pero apenas difiere del sistema de platillos. Hoy es el que más se fabrica en París. Entre las invenciones del siglo XX cabe destacar la llave de resonancia para el fa de horca (posición conocida como fourchu en francés y fork en inglés), obra de Bonnet en 1907. La mejora del trino re sostenido-mi se la debemos a Bienzet. Se añadió una llave de resonancia para el si bemol2 y una tercera llave de octava para facilitar la ejecución de notas sobreagudas y así proporcionar una mayor seguridad para el intérprete.
Las investigaciones de Marigaux (1935), anteriores a 1930 tomaron, en cierto modo, una orientación contraria a la anterior evolución del oboe francés, ya que el cuerpo era un poco más alargado. El resultado fue un instrumento de gran calidad y sonoridad más suave, características que aún mantiene hoy. El oboe de Charles Rigoutat se acerca más a la pureza clásica de Lorée.

### Oboe vienés ysistema thumbplate

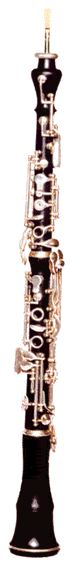
Oboe vienés

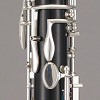
Llave del pulgar del sistema thumbplate

La propagación del oboe francés ha sido tan completa que llaman la atención las pocas escuelas que han conservado el uso de instrumentos de un tipo distinto, siendo la más conocida la austríaca. A este instrumento se le denomina oboe vienés y se emplea en la propia Viena y en algunas zonas de Austria. Los oboístas de la Orquesta Filarmónica de Viena quizá son el máximo exponente en lo que a representarlo se refiere. Pese a estar dotado de un mecanismo bastante complejo, el oboe de Hermann Zuleger, laudero que fabrica este tipo de oboe, posee características del antiguo instrumento de Sellner y Koch, tales como el pailer profundo del cuerpo a la altura del pabellón y el reborde orientado hacia el interior en la extremidad del propio pabellón. Posee a la altura de la parte superior, donde va colocada la caña, un abombamiento que recuerda a los oboes del siglo XVIII. La sonoridad del instrumento se funde bien en los conjuntos instrumentales de viento y en las orquestas. En ocasiones, su sonoridad es del todo apropiada para los solos cortos de las piezas clásicas. En los largos pasajes de solo llega a ser algo monótono, y ello es debido en gran parte a la lengüeta, más bien ancha y corta con relación a la lengüeta francesa.
El sistema thumbplate (o sistema cuatro) es una variante antigua del oboe que se sigue empleando en algunos países y sobre todo en Inglaterra. Inventado por Apollon Barret, la diferencia estriba en que el si bemol3 y el do4 se ejecutan con el dedo pulgar de la mano izquierda. Hay escuelas que lo aconsejan para los principiantes, pero su empleo no es de manera generalizada pues el sistema francés también tiene sus adeptos.
El oboe francés lo producen en numerosos países distintas casas: en Francia, Marigaux, Loreé, Cabart, Rigoutat, Buffet; en Inglaterra, Louis, Howarth; en Alemania, Mönnig, Pigner, Frank und Meyer, Püchner; en Italia, Bulgheroni, Patricola, Incagnoli; y en América, Laubin, Fox, Covey.

## Técnica

### La calidad del sonido
La calidad del sonido depende de muchos factores, todos ellos determinantes en mayor o menor medida. En primer lugar, la lengüeta. La calidad de sus materiales, esto es, que no sea ni muy dura ni blanda. También la precisión y calidad del raspado y que sea igualado en ambos lados. La posición de la lengüeta sobre los labios va a repercutir en la calidad sonora. La posición del instrumento con respecto al cuerpo debe ser la correcta. Se aconseja sujetar el instrumento describiendo un ángulo de unos cuarenta a cuarenta y cinco grados aproximadamente con respecto al cuerpo. Es adecuado realizar una buena presión diafragmática en todo momento que permita que la cantidad de aire en todo momento sea la misma.
El gusto musical del intérprete, a su vez, es también un factor importante. Este aspecto estará marcado por el lugar de procedencia del instrumentista. Por ejemplo, en Alemania predomina una sonoridad más oscura y potente, y en Francia se prefiere que sea más claro y delicado.
Pero sin duda, en la interpretación, el vibrato va a ser el que tenga el papel más importante, pues el oboe, al poseer una sonoridad tan fina y delicada, si no se utiliza este recurso, el sonido carece de vida y color. Es, pues, una inflexión expresiva de la sensibilidad y personalidad musical. El vibrato puede realizarse de dos formas: con los labios y con el diafragma. El primero resulta demasiado rápido y exagerado, llegando incluso, a veces, a desafinar el instrumento. Este tipo de vibrato no es muy utilizado como un recurso de expresión, utilizándose solamente para conseguir efectos en la música contemporánea.
El vibrato de diafragma se consigue mediante golpes de presión realizados por el músculo diafragmático sobre la columna de aire. Este vibrato resulta más delicado y conveniente que el labial. Un vibrato conveniente debe tener de cinco a siete oscilaciones por segundo, dependiendo del carácter musical que se le quiera dar a la interpretación. Hay pasajes musicales en los cuales no es necesario y será adecuado realizarlo en las notas largas.

### La articulación

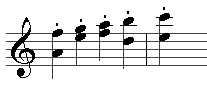
Staccato

El oboe es un instrumento que, dadas sus características, tiene posibilidades técnicas inferiores a las de otros instrumentos de viento como la flauta, el clarinete, el saxofón, etc. Sin embargo posee otras cualidades que hacen que el oboe sea uno de los instrumentos más expresivos, alcanzando a su vez, un grado de virtuosismo elevado y superando con creces al resto de la familia de viento madera.
Modo de «atacar» los sonidosLa lengua es a los instrumentos de viento lo que el arco es a los instrumentos de cuerda. A ella se debe, en gran parte, la brillantez de la ejecución, así como a la lengua le corresponde el papel de articular, con gran riqueza de medios, el lenguaje del instrumento.
La lengüeta debe colocarse entre los labios buscando la punta de la caña. La punta de la lengua se colocará sobre la fina abertura de la lengüeta, de tal manera que tape a esta. A continuación y después de aspirar aire, quitaremos la lengua de la punta de la lengüeta y atacaremos con un golpe de aire. Esta presión del aire sobre la lengüeta la hace vibrar produciéndose el sonido. A esto se le denomina «golpe de lengua» y se consigue colocando y retirando repetidamente la lengua del extremo de la lengüeta, a fin de interrumpir o dejar paso libre al aire.
PicadoSe realiza obstruyendo por un instante la punta de la lengüeta retirando así el aire. El efecto que se consigue es que la nota suene con más realce pero su duración es menor que con el ligado.
StacattoSe obtiene mediante la simple articulación de la lengua. Soplaremos al instrumento igual que si de una nota larga se tratara. Mientras, debemos cortar la columna de aire con la lengua articulando la letra «T». Esta letra es importante puesto que proporciona una inmediata proyección del soplo al interior del instrumento. Cuanto más rápida sea la música, más ligera ha de ser la lengua en su movimiento contra la lengüeta. Habrá que ir con cuidado con que con la acción de la lengua no sea demasiado pesada pues produciría un sonido «graznante» y demasiado corto, pudiendo ser además lento y desafinado. Aunque la palabra stacatto signifique separado, y no importando lo corto que este sea, la nota tiene que tener sustancia.
Su rapidez es inferior a la de la flauta o el clarinete, aunque de todas formas el oboe no es un instrumento en el cual el stacatto pueda realizarse con mucha rapidez. Como media general, en el registro grave la velocidad de ejecución es aproximadamente de  negra = 120 y en los registros medio-agudo la velocidad aumenta hasta  negra = 132, aunque la velocidad de ejecución dependerá del nivel del ejecutante, de la morfología bucal de este y de la emisión de la lengüeta.
Doble picadoSe suele utilizar para mejorar la velocidad del stacatto. La obtención de este tipo de picado se produce cuando articulamos un golpe de lengua seguido de un golpe de garganta. Se consigue mediante la articulación de las letras «ta-ka-ta-ka-ta-ka», donde el «ta» corresponde al golpe de lengua y el «ka» al golpe de garganta. En la práctica del doble picado deberemos estar atentos en igualar las dos sílabas, pues en la práctica el «ta» resulta más fácil de emitir que el «ka». Algunos oboístas han escrito algunos ejercicios en sus libros referentes al doble picado, como R. Lamorlette (solista del Teatro Nacional de la Ópera de París), en su libro Douze Etudes.
Triple picadoSe emplea sobre todo en ritmos en forma de tresillos. Se pueden emplear tres formas de articular: la articulación «ta-ta-ka/ta-ta-ka», la articulación «ta-ka-ta/ta-ka-ta» y la articulación «ta-ka-ta/ka-ta-ka» que es como una triplicación del doble picado.
Picado-LigadoSe obtiene mediante la articulación «da-da-da». La finalidad de esta articulación es cortar suavemente la columna de aire. Este picado se utiliza más frecuentemente en frases con carácter más expresivo.
Existe también el denominado «picado de diafragma» que consiste en emisiones bruscas del diafragma que no llegan a cortar la emisión del aire, pero sí hacen notar el acento en la nota articulada. El picado de diafragma es mucho más suave que el picado-ligado, aunque también es mucho más fatigoso. En ambos picados, la velocidad de ejecución es inferior al stacatto.
LigadoEn el ligado, o legato, solo se articula la primera nota de todas las que haya ligadas. Se puede realizar a una velocidad bastante rápida, pero se suelen evitar los ligados en las zonas sobreagudas, pues a partir del do agudo, las posiciones se vuelven bastante más complicadas. Se pueden ligar todos los intervalos, aunque con preferencia los ascendentes más que los descendentes.
El estudio de todos los tipos de articulación posibles es ideal llevarlo a la práctica mediante escalas y arpegios de todas las tonalidades, tanto ascendentes como descendentes.

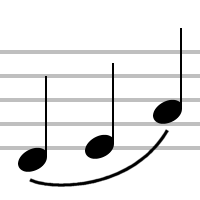
Ligado

### Efectos sonoros

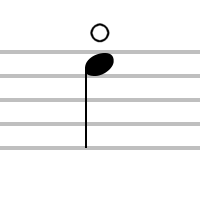
Armónico

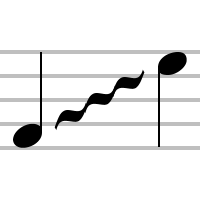
Glissando

Para realizar los siguientes efectos de manera satisfactoria es recomendable emplear una lengüeta muy flexible, elástica y con suficiente cuerpo.

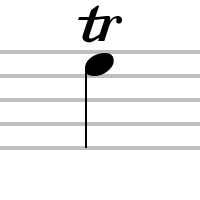
Trino.

Trinos
El oboe ejecuta todos los trinos mayores y menores comprendidos dentro de su tesitura, tanto en matiz fuerte como en piano. Posee en su mecanismo algunas llaves y prolongaciones que permiten realizar sin demasiada dificultad los trinos. Generalmente, los trinos realizados con los dedos meñiques de ambas manos son los más complicados, por ser estos los dedos menos habilidosos, y por tanto, requerirán más horas de práctica para ejecutarse con destreza. Al estudiar los trinos, se deberá obtener una perfecta regularidad tímbrica y dinámica. Para ello existen ejercicios específicos para dominarlos, como en el libro La técnica del oboe de Louis Bleuzet. Hay algunos trinos que, dadas las dificultades técnicas, no son muy usados por los compositores, como puede ser el trino de do-re bemol, si-do sostenido o si bemol-do sostenido. Al estudiar los trinos habrá que poner especial cuidado en la posición de los brazos y de las muñecas. El contacto de los dedos con las llaves debe ser ligero y relajado para no generar tensiones que dificulten una interpretación fluida.
Los sonidos armónicos
Se consiguen haciendo las posiciones de las notas a la 12.ª inferior y empleando las llaves de 1.ª y 2.ª octava. Los sonidos armónicos del oboe, a diferencia del clarinete y la flauta, que tienen un tubo cilíndrico, suenan ligeramente velados, debido al estrechamiento cónico del tubo. Los efectos sonoros que produce al emplearlos son de extremada dulzura y delicadeza. Estos sonidos abarcan desde el fa 4 al do 5.
Respiración continua
Como su nombre indica, permite el flujo continuo del aire y permite realizar pasajes de larga duración sin pararse a respirar. Para ello habrá que inspirar normalmente y hacer un sonido; cuando haga falta respirar de nuevo, sin ir hasta el fin de la espiración, hacemos, sin parar de soplar, una reserva de aire en el interior de la boca, llevando la lengua atrás, colocada en forma de arco, como si pronunciáramos la gutural «g», e hinchando eventualmente las mejillas. De esta forma, la lengua actúa de compuerta que presiona el aire mientras se inspira por la nariz, llevando hacia delante la lengua y apretando de nuevo las mejillas.
Trémolo dental
Se consigue colocando los dientes sobre la lengüeta suavemente y ejerciendo ligeros golpes de estos sobre la lengüeta. Este efecto es poco espontáneo y se utiliza en notas breves, sobre todo en música contemporánea.
Sonidos de eco
Se consiguen mediante dos instrumentos, uno de los cuales ejecuta un matiz fuerte y el otro contesta entre bastidores en matiz piano. Esta distancia entre los instrumentos es suficiente para atenuar el sonido. También se consigue mediante un instrumento gracias al contraste de matices fuerte – piano.
Sonidos dobles
Consiste en tocar una nota y cantar otra mentalmente. Se consigue utilizando una parte del aire espirado para hacer vibrar la lengüeta y otra parte para hacer vibrar las cuerdas vocales.
Producciones multifónicas
Para conseguir este efecto, la nota base debe ser del registro agudo. Sonaremos una nota en este registro y relajaremos los labios disminuyendo la presión hasta que aparezcan las notas inferiores.
Flutter-tonguing, Flatterzunge o Frullati
Significa vibración de la lengua. Se consigue arqueando la lengua como si pronunciásemos la letra «r» española o italiana. También se consigue inclinando la lengüeta hacia el labio superior y moviendo la lengua rápidamente entre el labio superior y el velo del paladar.
Glissandos
En el oboe son difíciles de ejecutar, teniendo mucha importancia la embocadura. Se consigue levantando muy poco a poco para pasar de una posición a otra. Los glissandos pueden ser ascendentes o descendentes, aunque resultan más fáciles de ejecutar los ascendentes.
Rollender Ton o sonido retumbado
Este sonido se consigue oprimiendo fuertemente la base de la lengüeta, con lo que el sonido llega a hacerse intermitente.
Notas supersobreagudas
Abarcan desde el la 5 hasta el do 6. Para obtener estas notas hay que distorsionar la embocadura no forrando los labios hacia el interior y colocando los dientes sobre la lengüeta. Gracias a la resistencia que ejercen conseguiremos estas notas. El sonido sobre el que se realiza esta operación sonará a la octava superior, consiguiendo el primer armónico, debido a la posición de los dientes, que forman un puente sobre la lengüeta, lo cual lleva a que se produzca el primer armónico.
Vibrato labial
Este vibrato se realiza con los labios o embocadura. Se consigue mediante los movimientos ejercidos con los labios sobre la lengüeta. Este vibrato no se utiliza con carácter expresivo, sino para conseguir unos efectos. Durante la ejecución se debe tener presente que es un sonido muerto que está oscilando en el ámbito de altura de un cuarto de tono, y, por tanto, cualquier movimiento de vibrato puede destruir este efecto.
Cuartos de tono
Se consigue mediante las digitaciones normales pero intercalando alguna llave que afine el instrumento la nota menos de un semitono; ya sea inferior o superior. Se puede conseguir este efecto por medio de un control de los labios, aunque esto es menos aconsejable, pues puede desafinar el instrumento.
Sonido smorzato
Significa sonido amortiguado. Consiste en amortiguar el volumen del sonido con pequeños movimientos de la embocadura sobre la lengüeta, a modo de vibrato labial.

## La familia del oboe

### La familia moderna
- Oboe piccolo (en francés oboe musette). Afinado en mi bemol o fa, una tercera menor o cuarta justa superior. Se utiliza en raras ocasiones.[74]
- Oboe. Afinado en do; por tanto no es un instrumento transpositor.
- Oboe de amor (del italiano oboe d’amore). Afinado en la, una tercera inferior. Posee una campana piriforme (en forma de pera) y una pieza de metal saliente en el extremo para sujetar la lengüeta llamada bocal, característica que mantendrán los siguientes miembros más graves de la familia.[4][75]
- Corno inglés (del francés cor anglais). Afinado en fa, una quinta inferior. Es muy apreciado por su sonido y se emplea en numerosos solos orquestales. Tras el oboe suele ser el instrumento de la familia más empleado en formaciones numerosas.[4][76]
- Oboe bajo o barítono. Afinado en do, una octava inferior. Su notación es la misma que la del oboe en clave de sol, pero su sonido real es una octava por debajo de lo escrito. Se emplea en raras ocasiones.[4][77]
- Heckelfón. Inventado en 1906 por Wilhelm Heckel de Biebrich-am-Rhein.[77] Afinado en do, una octava inferior, se caracteriza por su gran esfera de resonancia en el pabellón y que se mantiene apoyado en el suelo con una pica (como el violonchelo, por ejemplo). Utilizado por Richard Strauss en Salomé, Elektra o la Sinfonía alpina; y Paul Hindemith en su trío para viola, heckelfón y piano. Se discute si este oboe pertenece a la familia, dado que se suele confundir con el oboe bajo.[4] También existe un heckelfón pícolo, homólogo al oboe pícolo (en fa), del que se hicieron muy pocas unidades.[78]
- Lupofón. Desarrollado por los fabricantes de instrumentos alemanes Guntram Wolf y Benedikt Eppelsheim y fabricado por el primero desde 2010. Su tesitura se extiende hasta el fa1. La campana está doblada hacia arriba como el saxofón para que el lupofón sea manejable a pesar de su longitud de 173 cm. Gracias a los cuatro semitonos más bajos adicionales, el lupofón puede interpretar la parte compuesta para heckelfón de la Sinfonía alpina de Richard Strauss, que cae por debajo de la tesitura del heckelfón.

### La familia barroca
- Oboe barroco. Precursor del oboe actual.
- Oboe de amor. (del italiano oboe d'amore). Instrumento transpositor en La, afinado una tercera menor por debajo del oboe. Las composiciones conservadas para este instrumento se circunscriben prácticamente a la música vocal de Johann Sebastian Bach, junto con algunas obras instrumentales de sus contemporáneos: Lotti, Telemann, etc.
- Oboe tenor. (del francés taille de hautbois). Instrumento transpositor en Fa, afinado una quinta justa por debajo del oboe. Fue el instrumento habital destinado a ejecutar la tercera voz en la Banda de Oboes (formada habitualmente por dos oboes, taille y fagot). Se conserva repertorio para esta Banda de oboes en Francia, Inglaterra, Países Bajos y en mundo germánico.
- Oboe de caza (del italiano oboe da caccia). Otro instrumento en Fa, afinado una quinta por debajo del oboe. Su cuerpo es curvo y su característica principal es su campana -en metal o en madera- en imitación de la de la trompa.  Conviene recalcar que es un instrumento diferente a la Taille de Hautbois, con roles muy diferentes. En las cantatas de Johann Sebastian Bach el Oboe da caccia tiene asignados papeles solistas, y la música está escrita en la particella del oboe primero. Mientras que las partes de Taille se escriben para un tercer oboísta.
- Oboe contrabajo. Inventado en el siglo XVIII, este miembro de la familia está afinado dos octavas por debajo del oboe. Tiene un registro similar al del fagot, pero su calidad tímbrica es inferior, por lo que fue poco conocido y escasamente utilizado. Apenas quedan detalles sobre su modo de fabricación.

### La familia tradicional
La familia tradicional abarca todos aquellos instrumentos de doble lengüeta que se han conservado invariables a lo largo del tiempo y forman parte del folclore nacional musical de un país. Según el país recibe distintas denominaciones: en África Occidental, algaita; en Egipto, mizmar; en Armenia y Georgia, duduk; en China, bili, suona o guan; en Francia, bramevac; en Inglaterra, shawm; en Grecia, zourna; en la India, sahnai o nagasvaram; en Italia, piffaro; en Corea, piri; en España, tenora, dulzaina o donsaina, en Japón, hichiriki; en Turquía, zurna; y, por último; en Vietnam, 'kèn bầu'.

## Obras para oboe

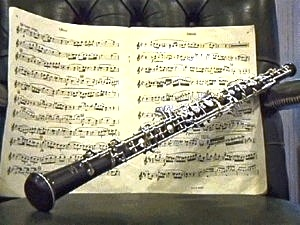
Partitura y oboe

Las obras para el oboe abarcan desde las compuestas en el Barroco hasta la actualidad, pasando por el Clasicismo, Romanticismo y la música del siglo XX.
En el Barroco, destacan Tomaso Albinoni, Johann Sebastian Bach, Georg Friedrich Händel, Alessandro Marcello, Henry Purcell, Giuseppe Sammartini, Georg Philipp Telemann, Antonio Vivaldi, entre otros. En el Clasicismo, cabe mencionar a Vincenzo Bellini, Domenico Cimarosa, Carl Ditters von Dittersdorf, Gaetano Donizetti, Wolfgang Amadeus Mozart, Ludwig August Lebrun, Antonio Salieri, entre otros.
En todas las épocas hay compositores notables que escribieron para el instrumento, a excepción del periodo romántico (siglo XIX) debido a la popularidad de las capacidades virtuosísticas del violín y el piano. Sin embargo, el oboe seguía conservando una posición prominente en el repertorio sinfónico (particularmente en las obras de Brahms, Mahler, Wagner y Bruckner), y su relativo, el corno inglés también se convirtió en un importante timbre orquestal.
En el siglo XX, el oboe como solista regresó con las manos de expertos como Leon Goossens, Pierre Pierlot, Lothar Koch y Heinz Holliger. Holliger estudió oboe y composición con Pierre Pierlot y Pierre Boulez respectivamente, y su combinación de sus habilidades técnicas no solo resultó en una indudable brillantez, sino en nuevas técnicas interpretativas. Su influencia ha inspirado a compositores como Luciano Berio, Ernst Krenek, Henri Pousseur, André Jolivet, Krzysztof Penderecki y Hans Werner Henze para componer para el oboe.

## Empleo fuera de la música docta
A pesar de que el oboe apenas se usa en otros géneros musicales que no sean el docto, ha habido unas pocas excepciones notables.

### Música tradicional y folclórica
Aunque se emplean los oboes tradicionales sin llaves en muchas tradiciones musicales en Europa, el oboe moderno se ha usado poco en la música popular. Una excepción fue Derek Bell, arpista del grupo irlandés The Chieftains, que usó el instrumento en algunas interpretaciones y grabaciones. La banda estadounidense de contradanza Wild Asparagus,
establecida en Massachusetts, también emplea el oboe, tocado por David Cantieni. El músico popular Paul Sartin toca el oboe en varias bandas inglesas de música folclórica entre las cuales se incluyen Faustus y Bellowhead. El gaitero y fabricante de gaitas Jonathan Shorland toca el oboe con las bandas Primeaval y Juice, y antes tocaba con Fernhill, que tocaba música tradicional de las islas británicas.

### Jazz
A pesar de que el oboe nunca ha ocupado un lugar importante en el jazz, algunas bandas, como la de Paul Whiteman, lo incluían con fines colorísticos. El multinstrumentista Garvin Bushell (1902-1991) tocaba el oboe en bandas de jazz ya en 1924 y usó el instrumento durante toda su carrera; grabó finalmente con John Coltrane en 1961. Gil Evans escribió para el instrumento en su colaboración en el álbum Sketches of Spain de Miles Davis. Aunque principalmente es intérprete de saxofón tenor y flauta, Yusef Lateef fue de entre los primeros (en 1963) en usar el oboe como instrumento solista en interpretaciones y grabaciones de jazz moderno. El compositor y contrabajista Charles Mingus le dio al oboe (tocado por Dick Hafer) un corto pero importante papel en su composición «I.X. Love» en el álbum de 1963 Mingus Mingus Mingus Mingus Mingus. Marshall Allen en ocasiones tocaba el oboe con Sun Ra.
Con el nacimiento del jazz fusión a finales de la década de los 1960 y su continuo desarrollo durante la década siguiente, el oboe empezó a ocupar un papel más importante en la composición, reemplazando en ocasiones al saxofón en su papel de solista. El oboe fue utilizado por el multiinstrumentista galés Karl Jenkins en sus obras con los grupos Nucleus y Soft Machine, y por el intérprete de instrumentos de viento madera estadounidense Paul McCandless, cofundador del Paul Winter Consort y, después, de Oregon. Romeo Penque también tocaba el oboe en el álbum de Roland Kirk de 1975 Return of the 5000 lb. Man, en la canción «Theme for the Eulipions».
La década de 1980 vio un creciente número de oboístas intentando elaborar obras no clásicas, y muchos intérpretes notables han grabado e interpretado música alternativa con el oboe. Algunos grupos de jazz de hoy en día influenciados por la música clásica, como la Maria Schneider Orchestra, actúan con el oboe.
El multi-lengüetista Charles Pillow hace empleo del oboe y ha realizado una grabación pedagógica para tocar jazz con el oboe.

### Rocky pop
El oboe se ha usado de forma esporádica en grabaciones de rock, generalmente tocado por músicos de estudio en grabaciones de canciones específicas.
A finales de la década de 1960 y en la década de 1970, varias bandas que surgieron empleaban el oboe en sus grabaciones, por ejemplo The Moody Blues (Ray Thomas), Henry Cow (Lindsay Cooper), New York Rock & Roll Ensemble (Martin Fulterman y Michael Kamen), Roxy Music (Andy Mackay), Electric Light Orchestra (Roy Wood), Wizzard (Roy Wood), y Japan (Mick Karn). Los oboístas de esas bandas generalmente usaban el oboe como segundo instrumento, no tocándolo en cada canción. Sin embargo, Japan y Roxy Music usaron el oboe con bastante frecuencia.
Desde la década de 1990, el oboe ha sido empleado en el rock de manera notable por Sigur Rós (tocado por Kjartan Sveinsson), así como por el músico de indie rock Sufjan Stevens (que también toca el corno inglés y a menudo mezcla ambos instrumentos en sus álbumes). Jarlaath, el vocalista de la banda francesa de gothic metal, Penumbra, toca el oboe en varias de sus canciones, así como Robbie J. de Klerk, el vocalista de la banda neerlandesa doom/death metal melódico llamada Another Messiah.
Una lista de ejemplos del empleo histórico del oboe en el rock y el pop:
| Año  | Banda              | Álbum(es)                                                      | Oboísta                     |
| 1964 | Peter and Gordon   | I don't want to see you again                                  |                             |
| 1965 | Sonny & Cher       | I Got You Babe                                                 | Harold Battiste             |
| 1967 | The Turtles        | Happy Together                                                 |                             |
| 1969 | The Classics IV    | Traces [of Love]                                               |                             |
| 1969 | The Moody Blues    | In Search of the Lost Chord (1968) On the Threshold of a Dream | Ray Thomas                  |
| 1970 | The Move           | Looking On Message from the Country                            | Roy Wood                    |
| 1974 | Mike Oldfield      | Hergest Ridge                                                  | Lindsay Cooper June Whiting |
| 1983 | China Crisis       | Working with fire and steel, Possible pop songs volume two     | Steve Levy                  |
| 1985 | Madonna            | «Crazy for You»                                                | George Marge                |
| 1987 | The Go-Betweens    | Tallulah: «Bye Bye Pride» 16 Lovers Lane: «Clouds»             | Amanda Brown                |
| 1988 | Tanita Tikaram     | Twist in My Sobriety                                           | Malcolm Messiter            |
| 1991 | R.E.M.             | Out of Time: «Endgame»                                         |                             |
| 1992 | R.E.M.             | Automatic for the People                                       | Deborah Workman             |
| 1992 | Portastatic        | Who Loves The Sun                                              | Carrie Shull                |
| 1994 | Seal               | Batman Forever (BSO):«Kiss from a Rose»                        |                             |
| 1995 | Queen              | Made in Heaven: «It's A Beautiful Day»                         | John Deacon                 |
| 1996 | R. Kelly           | Space Jam (BSO): «I Believe I can fly»                         |                             |
| 2001 | Stereophonics      | Handbags & Gladrags                                            |                             |
| 2008 | Dave Matthews Band | Bartender (en directo)                                         | Leroi Moore                 |

### Música cinematográfica
El oboe se emplea con frecuencia en la música cinematográfica, a menudo para representar una escena triste o dolorosa. Uno de los más destacados usos del oboe en una banda sonora es en la canción titulada «Gabriel's Oboe», de la banda sonora de Ennio Morricone de la película de 1986 La Misión (oboísta: Joan Whiting).
También aparece como solista en el tema Across the Stars de la banda sonora de John Williams en la película de 2002 Star Wars Episodio II: El Ataque de los Clones.